# Орден Независимости (Египет)
Орден Независимости, орден Республики Египет, предназначенный для награждения граждан за заслуги в свержении монархии и установлении независимости.

## История

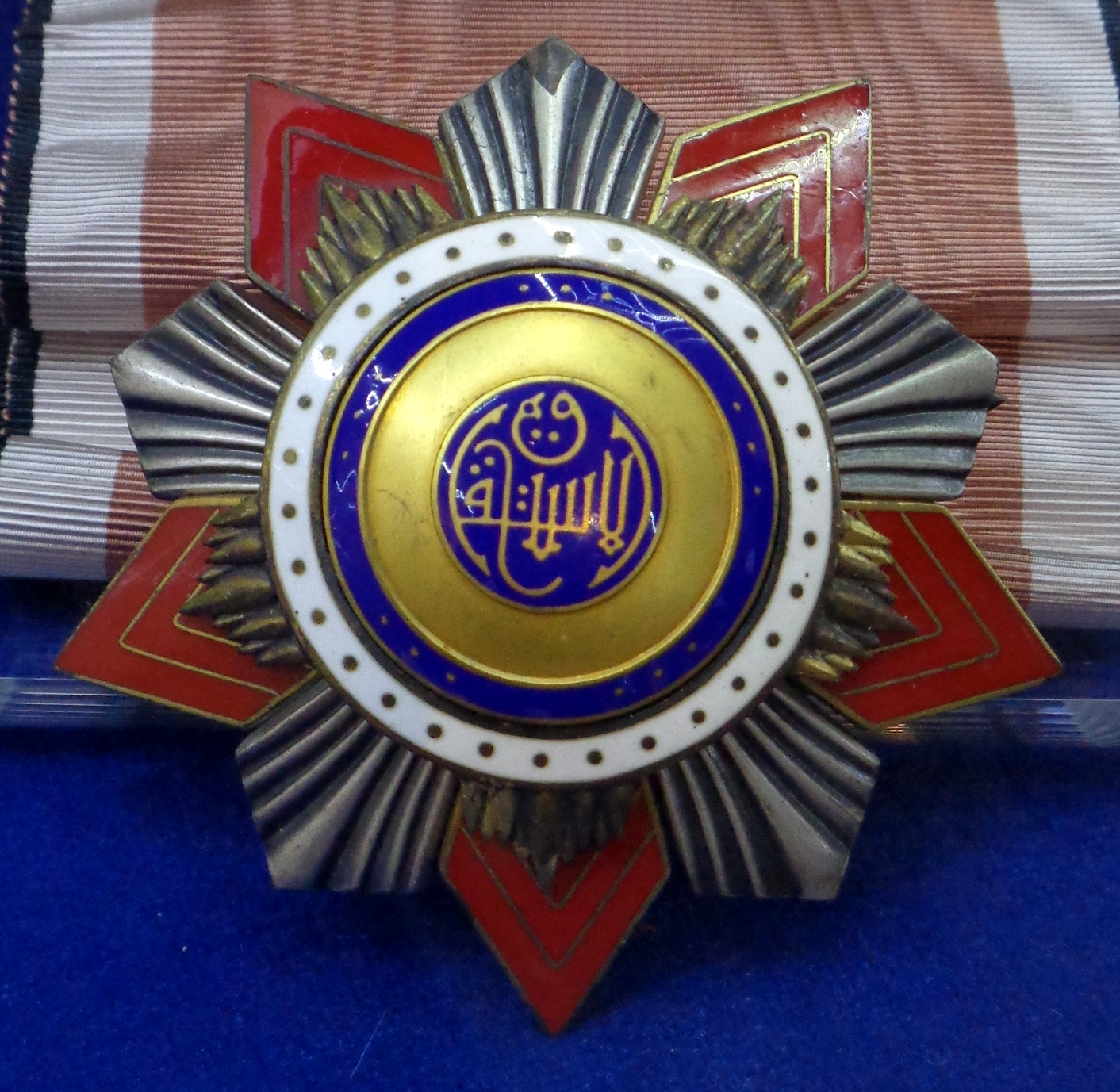
Звезда ордена

Орден Независимости был учреждён республиканским правительством в 1955 году для поощрения граждан участвовавших в июльской революции 1952 года.
Последнее награждение состоялось в 1965 году.

## Степени
- 1 класс — знак ордена на чрезплечной ленте со звездой на левой стороне груди.
- 2 класс — знак ордена на шейной ленте.
- 3 класс — знак ордена на нагрудной ленте на левой стороне груди.

| Орденские планки | Орденские планки | Орденские планки |
| ---------------- | ---------------- | ---------------- |
| 3 класс          | 2 класс          | 1 класс          |

## Описание
Знак ордена представляет из себя десятиконечную звезду, лучи которой перемежаясь покрыты чёрной эмалью и красной эмалью с золотыми штралами. В центре широкий золотой круглый щит с каймой белой эмали с золотыми шариками, синей каймой. В центре медальон синей эмали с арабской надписью золотом. Знак ордена при помощи переходного звена, в виде шестиугольного щита синей эмали с изображением золотого республиканского орла, крепится к орденской ленте.
Звезда ордена первого класса аналогична знаку.
Лента ордена красного цвета с чёрной тонкой и широкой белой полосками по краям.